# Bithynia graeca
Bithynia graeca is een slakkensoort uit de familie van de Bithyniidae. De wetenschappelijke naam van de soort is voor het eerst geldig gepubliceerd in 1879 door Westerlund.